# Tor Egil Horn
Tor Egil Moxness Horn (Trondheim, 4 gennaio 1976) è un ex calciatore norvegese, di ruolo portiere.

## Carriera

### Club
Horn giocò l'intera carriera professionistica con la maglia del Bodø/Glimt. Debuttò nella Tippeligaen il 5 ottobre 1997, nella sconfitta per 3-0 contro il Viking. Fu il portiere titolare del club fino al 2001. Si ritirò nel 2007 per via di un lungo infortunio al ginocchio.

### Nazionale
Horn giocò una partita per la Norvegia under 21. Il 21 maggio 1997, infatti, fu titolare nella sconfitta per 3-1 contro la Danimarca under 21.